# Klonowo (powiat ostródzki)
Klonowo (niem. Klonau) – osada w Polsce położona w województwie warmińsko-mazurskim, w powiecie ostródzkim, w gminie Ostróda. W latach 1975–1998 miejscowość należała administracyjnie do województwa olsztyńskiego.
Wieś Klonowo położona jest na Mazurach, na samym skraju gminy Ostróda – na styku powiatu iławskiego i ostródzkiego. Najłatwiej znaleźć ją jadąc drogą DK15 (Toruń-Olsztyn). Na tej trasie między Lubawą a Ostródą leży miejscowość Smykówko. Przed tą miejscowością – jadąc od Lubawy, bądź za nią – jadąc od Ostródy, należy skręcić w boczną drogę. Kierunkowskaz wyznacza drogę do Klonowa. Wiedzie krętymi zygzakami aż na sam szczyt Dylewskiej Góry (najwyższe wzniesienie Warmii i Mazur), po czym równie wąsko i stromo opada w dół. I właśnie u podnóża wzniesienia ulokowana jest wieś Klonowo. Z kierunku Olsztyna czy Warszawy najlepszy dojazd jest od strony wsi Pawłowo. Z drogi DK7 należy zjechać na drogę DW537 (kierunek na Lubawę). Ta sama trasa wiedzie także na pola Grunwaldu.
W najbliższym sąsiedztwie znajduje się wspominana już Dylewska Góra (ok. 6 km) oraz wyciąg narciarski na Czubatce we wsi Wygoda (ok. 2 km). W Glaznotach można podziwiać jedną z nielicznych pozostałości linii kolejowej – malowniczo usytuowany wiadukt. Atrakcję tej wsi stanowi ponadto restaurowany właśnie XIV-wieczny kościół metodystyczno-ewangelicki (ok. 7 km). W nieznacznym oddaleniu od Klonowa pozostają pola Grunwaldu (15 km), Lubawa (17 km) i Ostróda (22 km), a także piękne jeziora w Dąbrównie (12 km).
We wsi znajduje się pałac wybudowany w 1864 r., w którym obecnie mieści się gospodarstwo agroturystyczne.

## Historia
W czasach krzyżackich wieś pojawia się w dokumentach w roku 1379, podlegała pod komturię w Dąbrównie, były to dobra rycerskie. W 1379 r. majątek ziemski w Klonowie był własnością niejakiego Pricława. W tym samym roku komtur ostródzki Kuno von Liebenstein nadał Hanusowi Krusinowi 50 włók na prawie chełmińskim. W 1504 r. kapituła chełmińska sprzedała barcie, należące do majątku Klonowo oraz 4 włóki Macowi Chmielowi. Według danych z 1579 r. Klonowo należące do Jana von Gablenza leżało odłogiem (razem z majątkiem w Jagodzinach, łącznie 80 włók ziemi).
W 1683 r. wdowa po właścicielu majątku wydzierżawiła na 12 lat ziemię Reinholdowi von Rosenowi. W 1640 r. Jan Larson (sekretarz polski) podarował Kolegium Jezuickiemu w Braniewie 5 włók i 5 mórg lasu, należącego do Klonowa. Pięć lat później las ten został sprzedany Reinholdowi von Rosenowi.
W 1717 r. we wsi mieszkało dwóch rzemieślników (wraz z sześcioma pomocnikami) wytwarzających popiół (potaż). W 1739 r. większość gruntów Klonowa była zalesiona. W 1819 r. wieś określano jako dziką i nie umieszczano jej na mapach. W 1880 w Klonowie mieszkało 245 osób. W 1895 r. wieś obejmowała 1147 ha i mieszkały w niej 154 osoby. W tym czasie w Klonowie było 11 domów.
W 1925 r. w Klonowie było 286 mieszkańców. W 1939 r. wieś zamieszkiwały 283 osoby.

## Zabytki

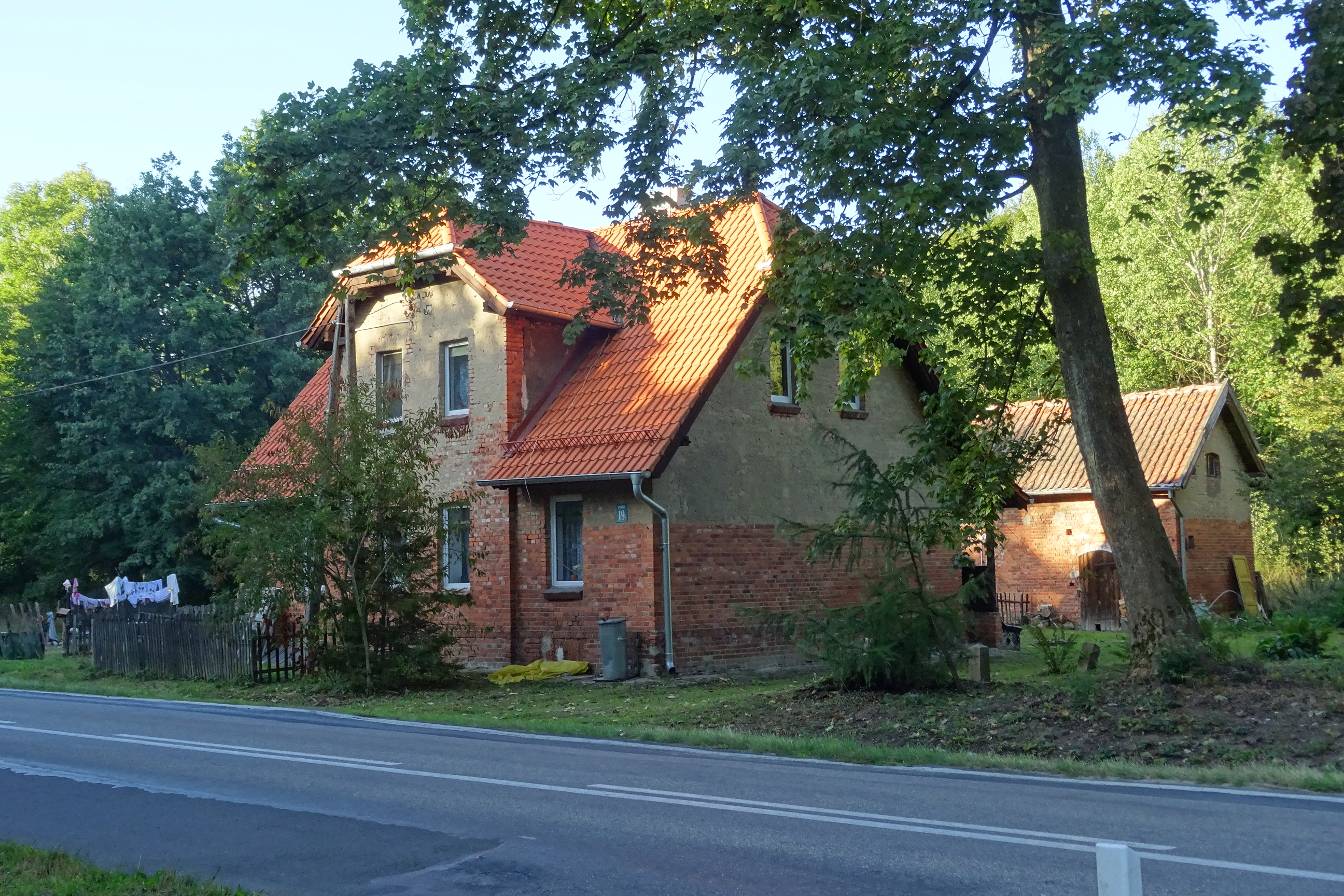
Budynek dawnej stacji PKP Klonowo

Do wojewódzkiego rejestru zabytków wpisane są obiekty:
- zespół pałacowy z drugiej połowy XIX w.
  - Pałac w Klonowie
  - Park.